# Patrizia Panico
Patrizia Panico (ur. 8 lutego 1975 w Rzymie, Włochy) – włoska piłkarka, grająca na pozycji napastnika.

## Kariera piłkarska

### Kariera klubowa
Wychowanka klubów Borussia i Valmontone. W 1993 rozpoczęła karierę piłkarską w SS Lazio. Potem występowała w klubach Torino CF, Modena Amadio, A.C.F. Milan, ASD Bardolino i Torres CF. W 2010 została wypożyczona do amerykańskiego Sky Blue FC. Latem 2014 wróciła do Bardolino, który zmienił nazwę na AGSM Verona. W 2015 wybrana do Hall of Fame.

### Kariera reprezentacyjna
8 kwietnia 1996 debiutowała w narodowej reprezentacji Włoch w meczu z Portugalią.

## Sukcesy i odznaczenia

### Sukcesy piłkarskie
reprezentacja Włoch
- mistrz Europy U-19: 2014

SS Lazio, ASD Bardolino, Torres Calcio
- mistrz Włoch: 1998, 2002, 2007, 2008, 2009, 2010, 2011, 2012, 2013
- zdobywca Pucharu Włoch: 1999, 2003, 2007, 2009, 2011

### Sukcesy indywidualne
- najlepsza piłkarka Hall of Fame del calcio italiano: 2015